# Dekanat Hammelburg
Dekanat Hammelburg war eines von 20 Dekanaten im römisch-katholischen Bistum Würzburg.
Es umfasste die Altlandkreise Hammelburg und  Bad Brückenau, heute Landkreis Bad Kissingen. Im Osten grenzte es an das Dekanat Bad Kissingen, im Südosten an das Dekanat Schweinfurt-Nord, im Süden und Westen an das Dekanat Karlstadt und im Norden an das Nachbar-Bistum Fulda.
Zwanzig Pfarrgemeinden und sieben Kuratien hatten sich 2010 zu neun Pfarreiengemeinschaften zusammengeschlossen.
Dekan war Armin Haas, Leiter der Pfarreiengemeinschaft Oberleichtersbach/Schondra, stellvertretender Dekan war Blaise Okapanachi, Leiter der Pfarreiengemeinschaft St. Michael im Thulbatal. Der Verwaltungssitz war in Schondra.
Seit Oktober 2021 ist das Gebiet Teil des Dekanats Bad Kissingen, das in die fünf pastoralen Räume Bad Brückenau, Bad Kissingen, Burkardroth, Hammelburg und Münnerstadt aufgeteilt ist.

## Gliederung
Sortiert nach Pfarreiengemeinschaften werden die Pfarreien genannt, alle zu einer Pfarrei gehörigen Exposituren, Benefizien und Filialen werden nach der jeweiligen Pfarrei aufgezählt, danach folgen Kapellen, Klöster und Wallfahrtskirchen. Weiterhin werden auch die Einzelpfarreien am Ende aufgelistet.

### Pfarreiengemeinschaften

#### Pfarreiengemeinschaft St. Georg - Maria Ehrenberg
- Pfarrei St. Bartholomäus Bad Brückenau mit St. Benedikt Römershag
- Kuratie Kreuzerhöhung Volkers, Bildungshaus
- Kuratie St. Josef der Bräutigam Wernarz mit Maria Heil der Kranken im Staatsbad Brückenau

- Pfarrei St. Matthäus Kothen mit St. Josef der Bräutigam Speicherz, Wallfahrtskirche Maria Ehrenberg
- Pfarrei St. Bartholomäus Motten

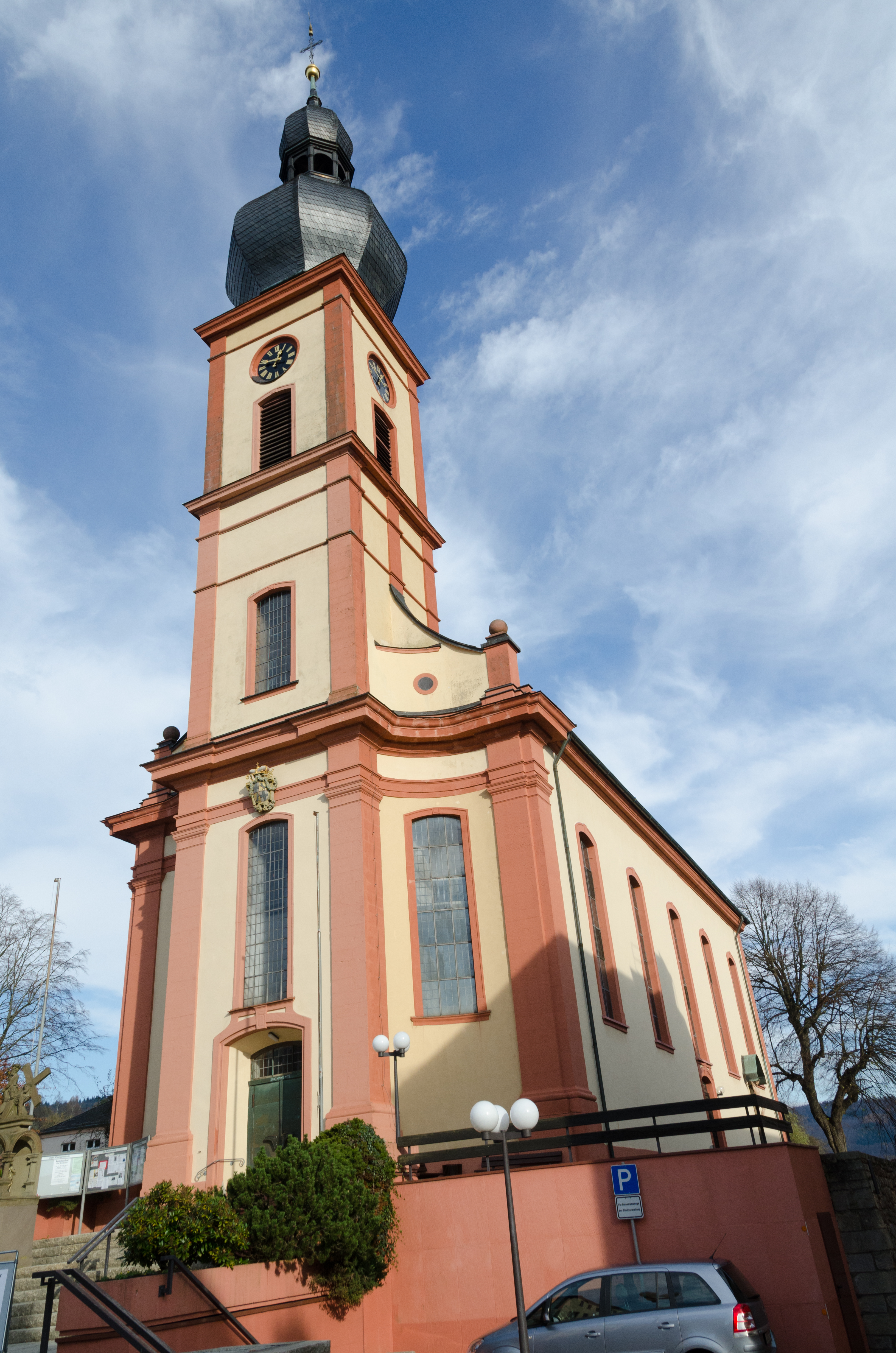
St. Bartholomäus, Bad Brückenau
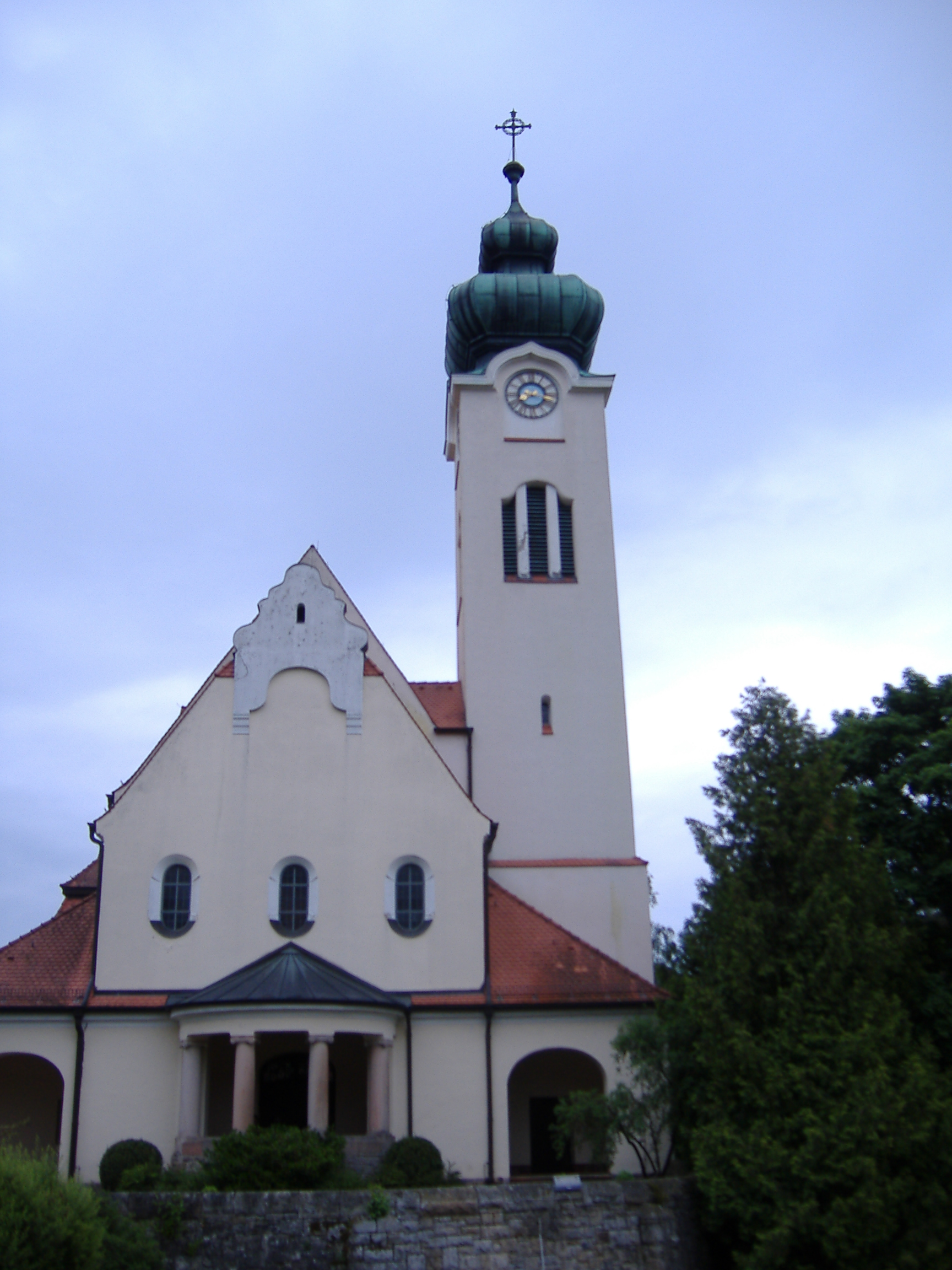
Maria Heil der Kranken, OT Staatsbad
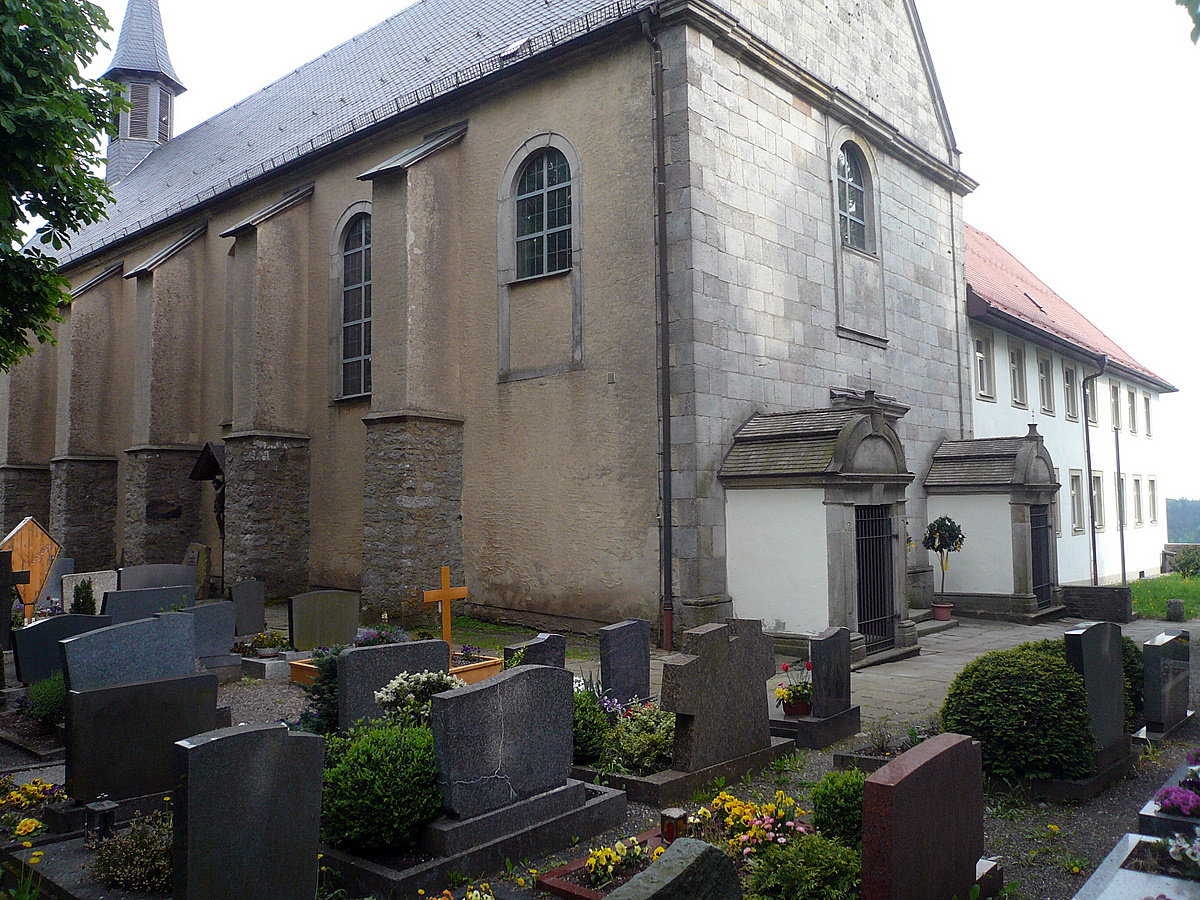
Kreuzerhöhung, Kloster Volkersberg

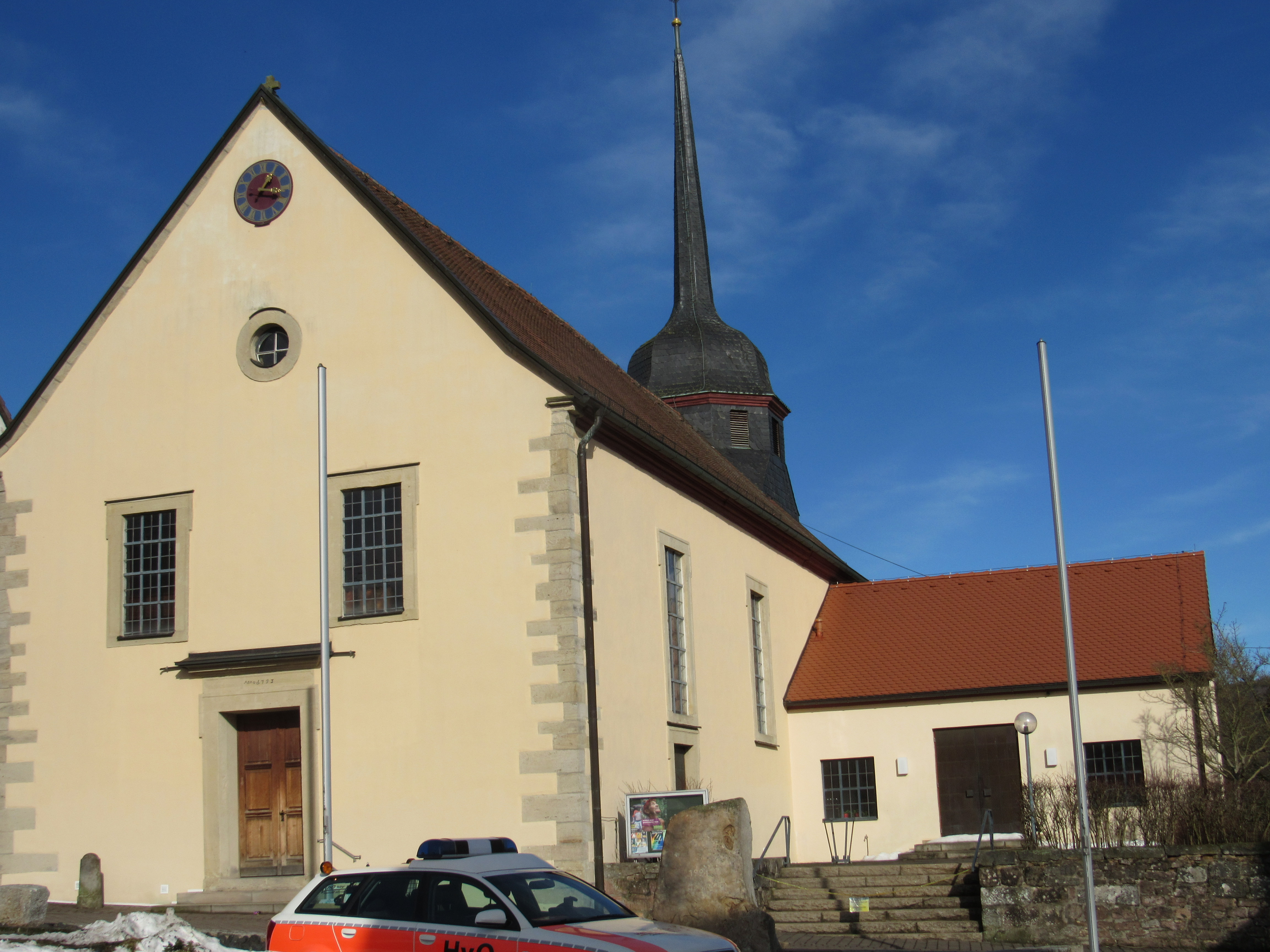
St. Matthäus, Kothen
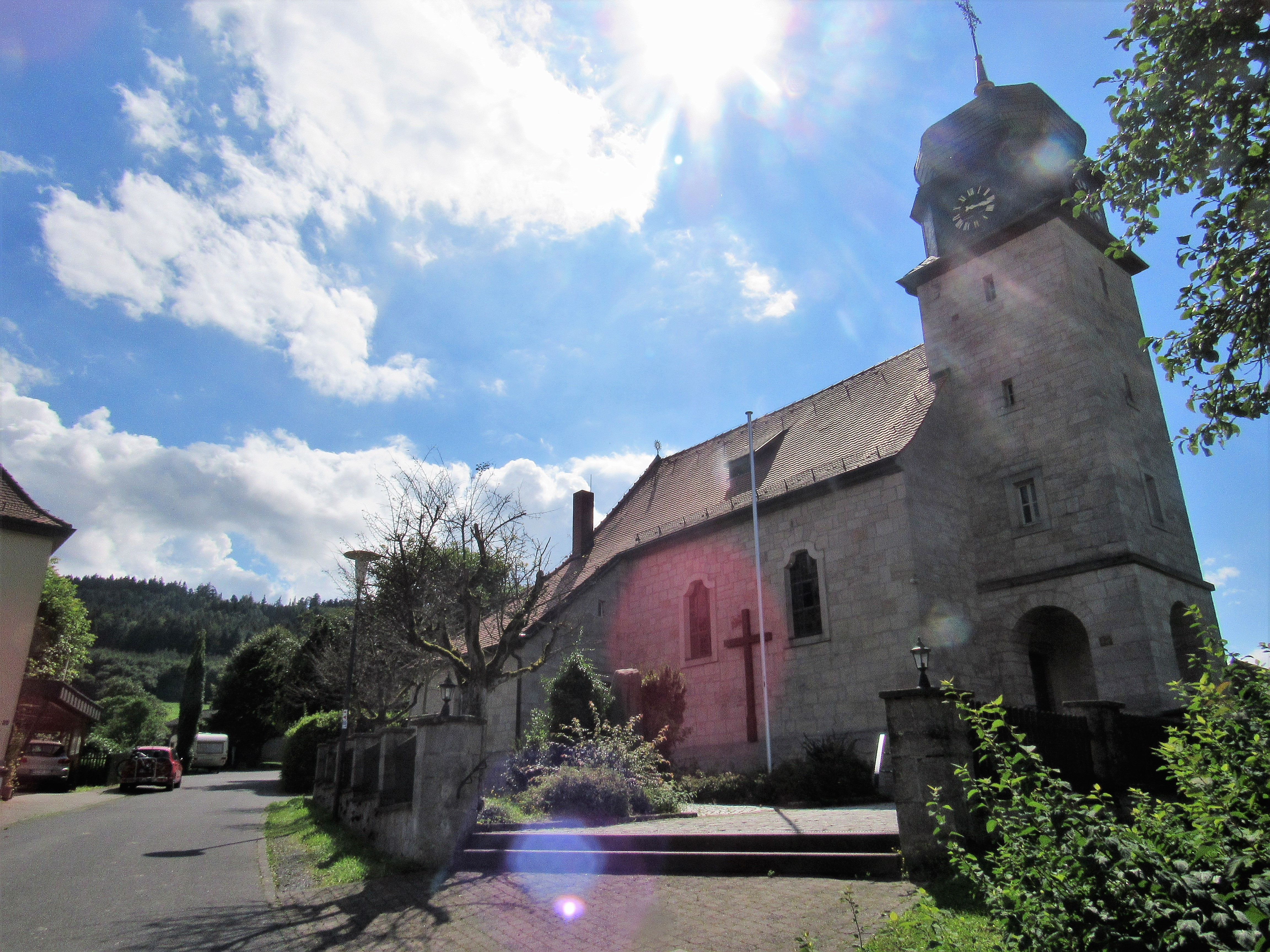
St. Josef der Bräutigam, Speicherz
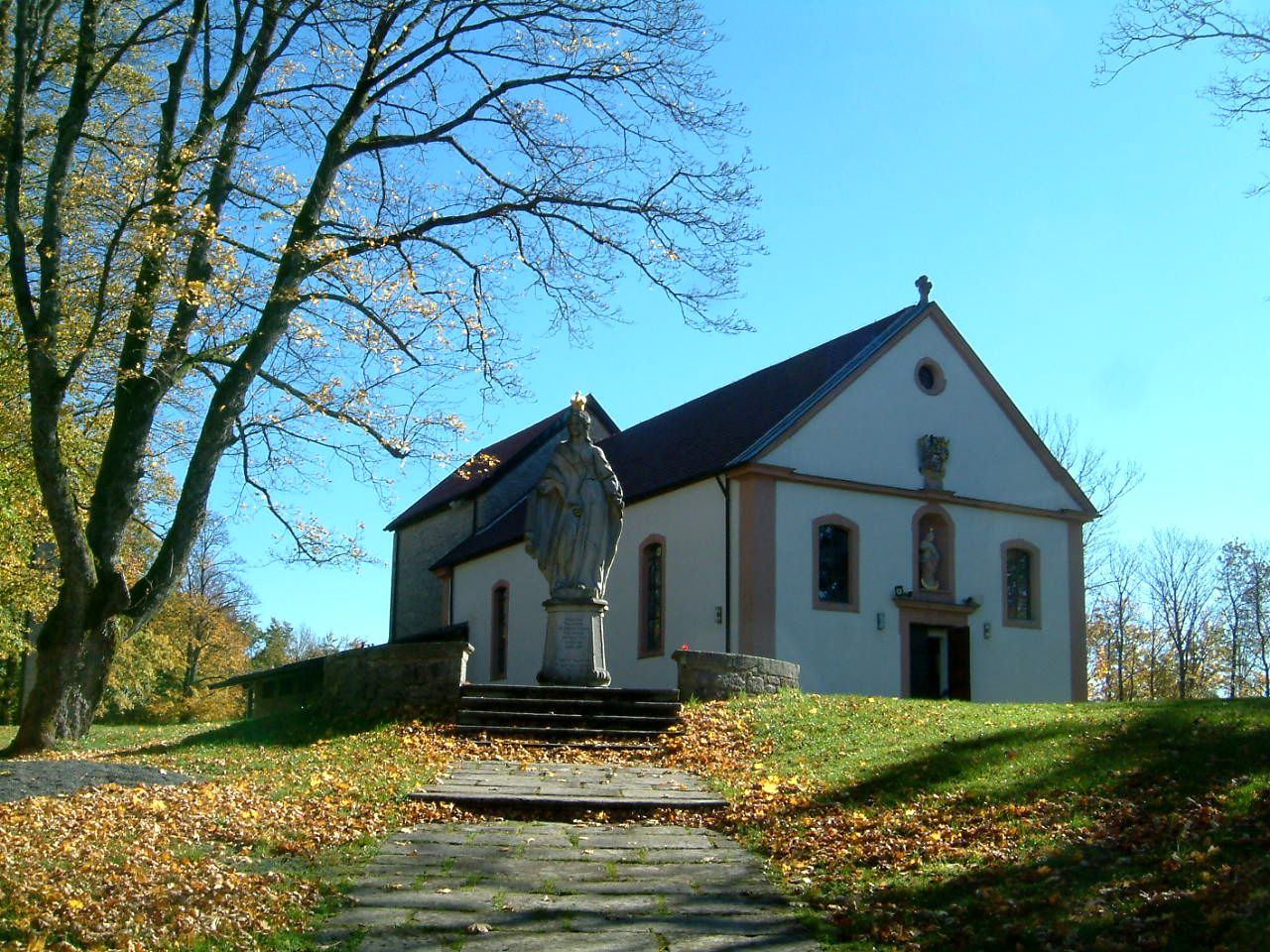
Maria Ehrenberg
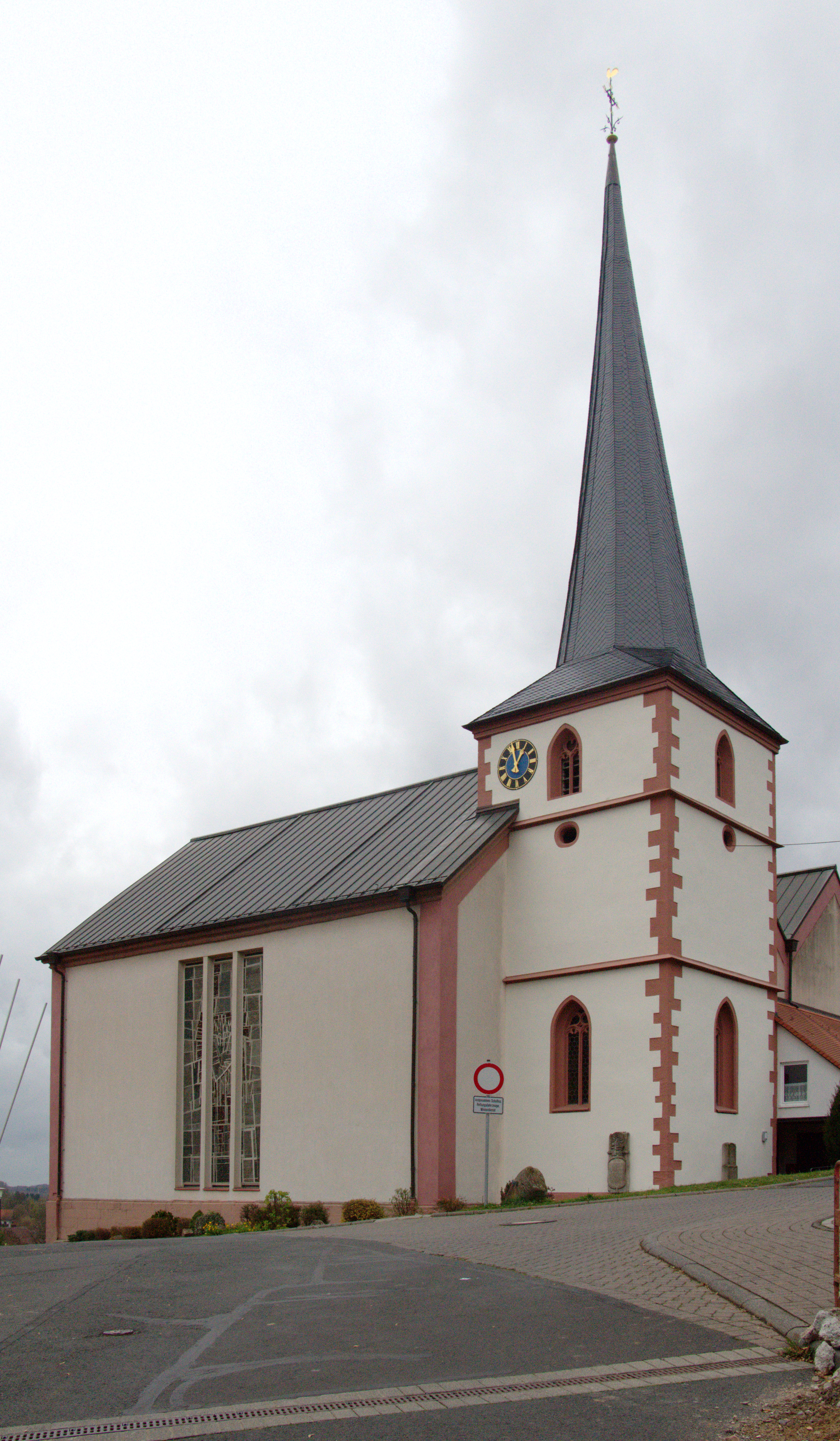
St. Bartholomäus, Motten

#### Pfarreiengemeinschaft Oberer Sinngrund (Wildflecken)
- Pfarrei St. Josef der Bräutigam Wildflecken
- Pfarrei Mariä Himmelfahrt Oberbach
- Kuratie St. Martin Riedenberg

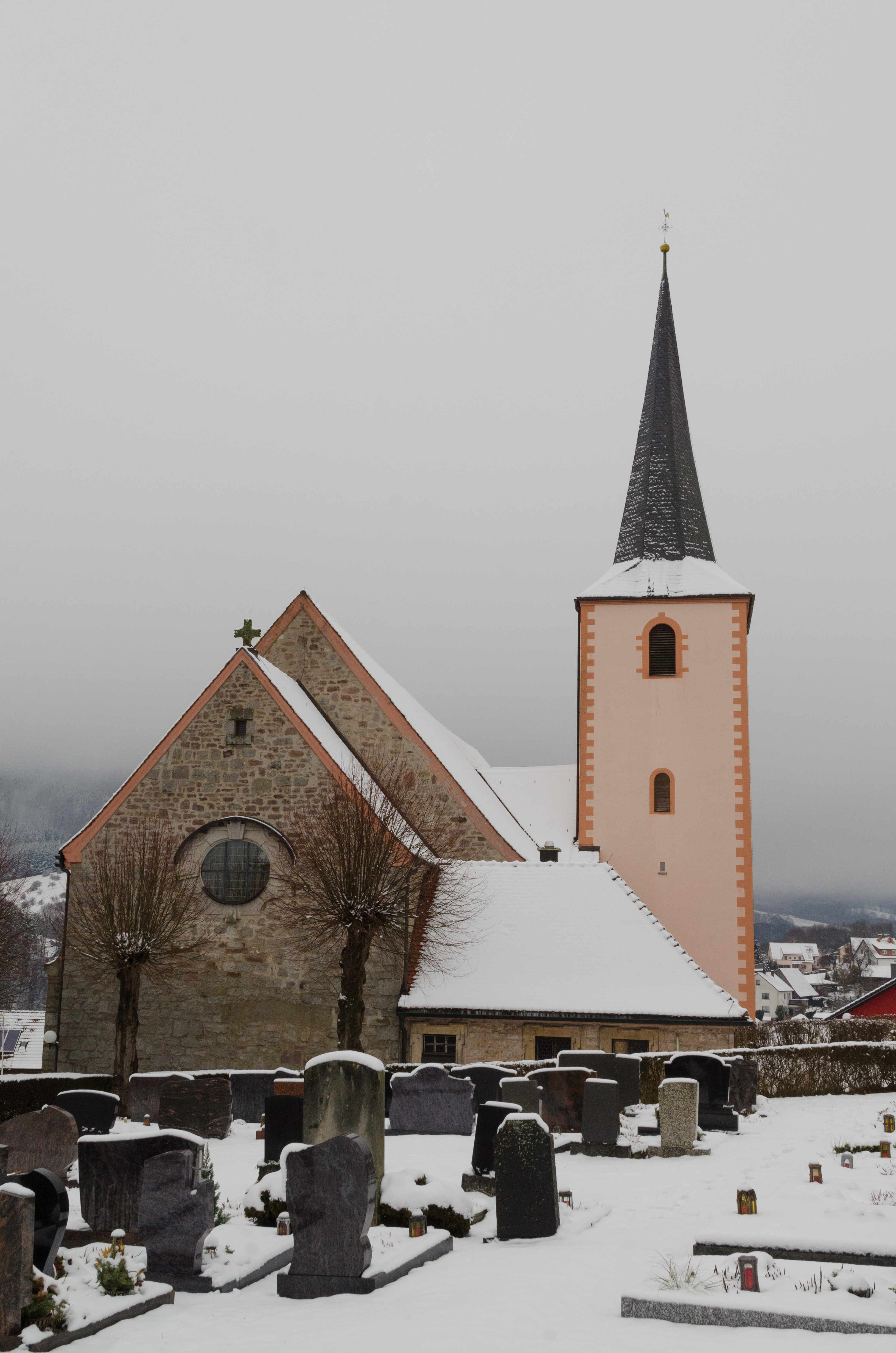
Mariä Himmelfahrt

#### Pfarreiengemeinschaft Oberleichtersbach / Schondra
- Pfarrei St. Peter und Paul Oberleichtersbach mit Zur heiligen Familie Breitenbach, St. Jakobus der Ältere Modlos, St. Antonius Weißenbach
- Pfarrei St. Anna Schondra mit St. Josef der Bräutigam Schönderling, St. Maria von Fatima Singenrain

#### Pfarreiengemeinschaft St. Michael im Thulbatal (Oberthulba)
- Pfarrei St. Johannes der Täufer Oberthulba mit St. Georg Wittershausen
- Kuratie St. Johannes der Täufer Hassenbach mit St. Georg Schlimpfhof
- Pfarrei St. Lambertus Thulba mit St. Bonifatius Frankenbrunn, Mariä Himmelfahrt Hetzlos

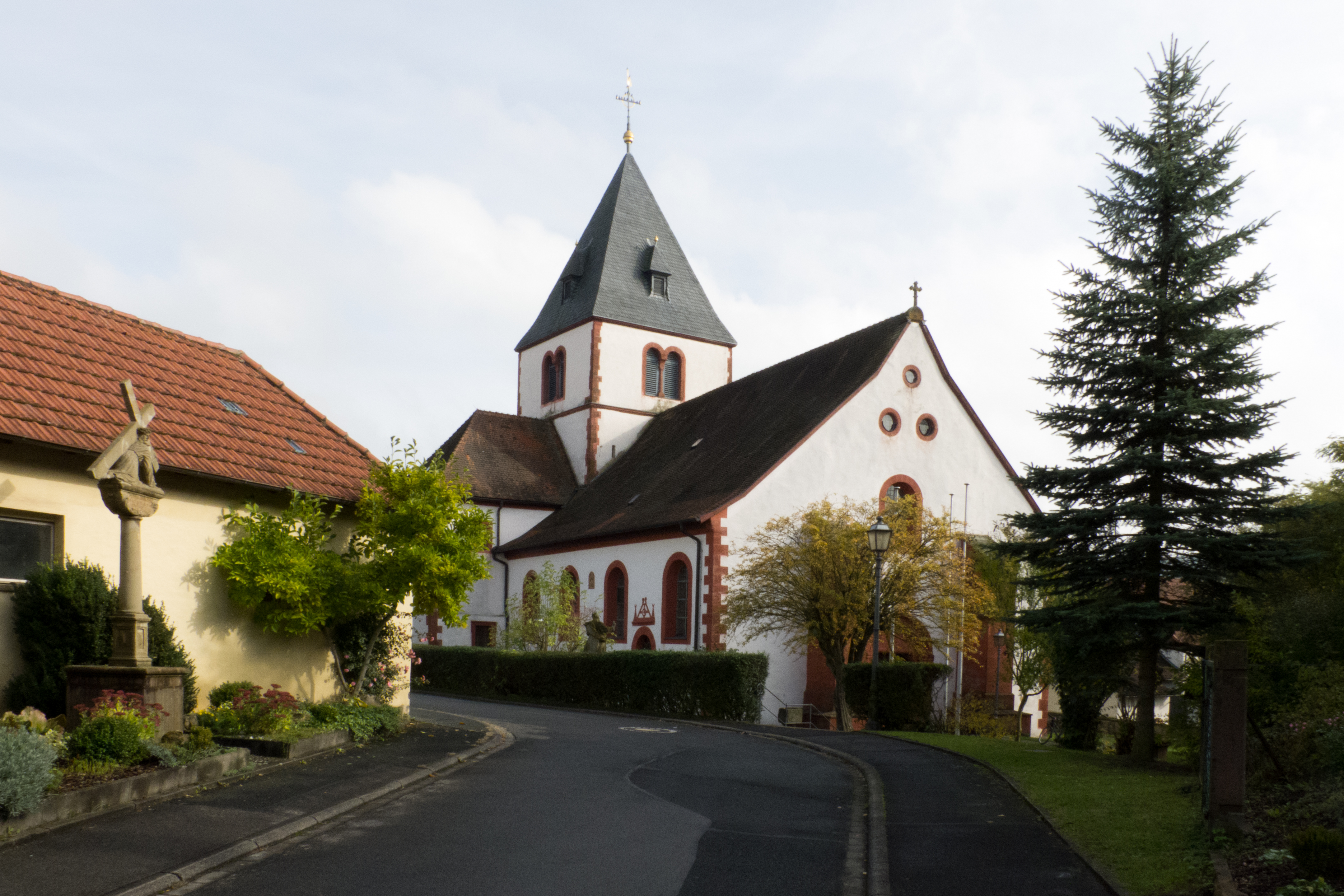
St. Lambertus

#### Pfarreiengemeinschaft Sieben Sterne im Hammelburger Land (Hammelburg)
- Pfarrei St. Johannes der Täufer Hammelburg mit St. Leonhard Pfaffenhausen Klosterkirche Unbefleckte Empfängnis
- Kuratie St. Sebastian Gauaschach
- Kuratie Christkönig Lager Hammelburg
- Kuratie St. Georg Obereschenbach mit Mariä Geburt Untereschenbach
- Pfarrei St. Martin Untererthal mit St. Antonius der Eremit Obererthal

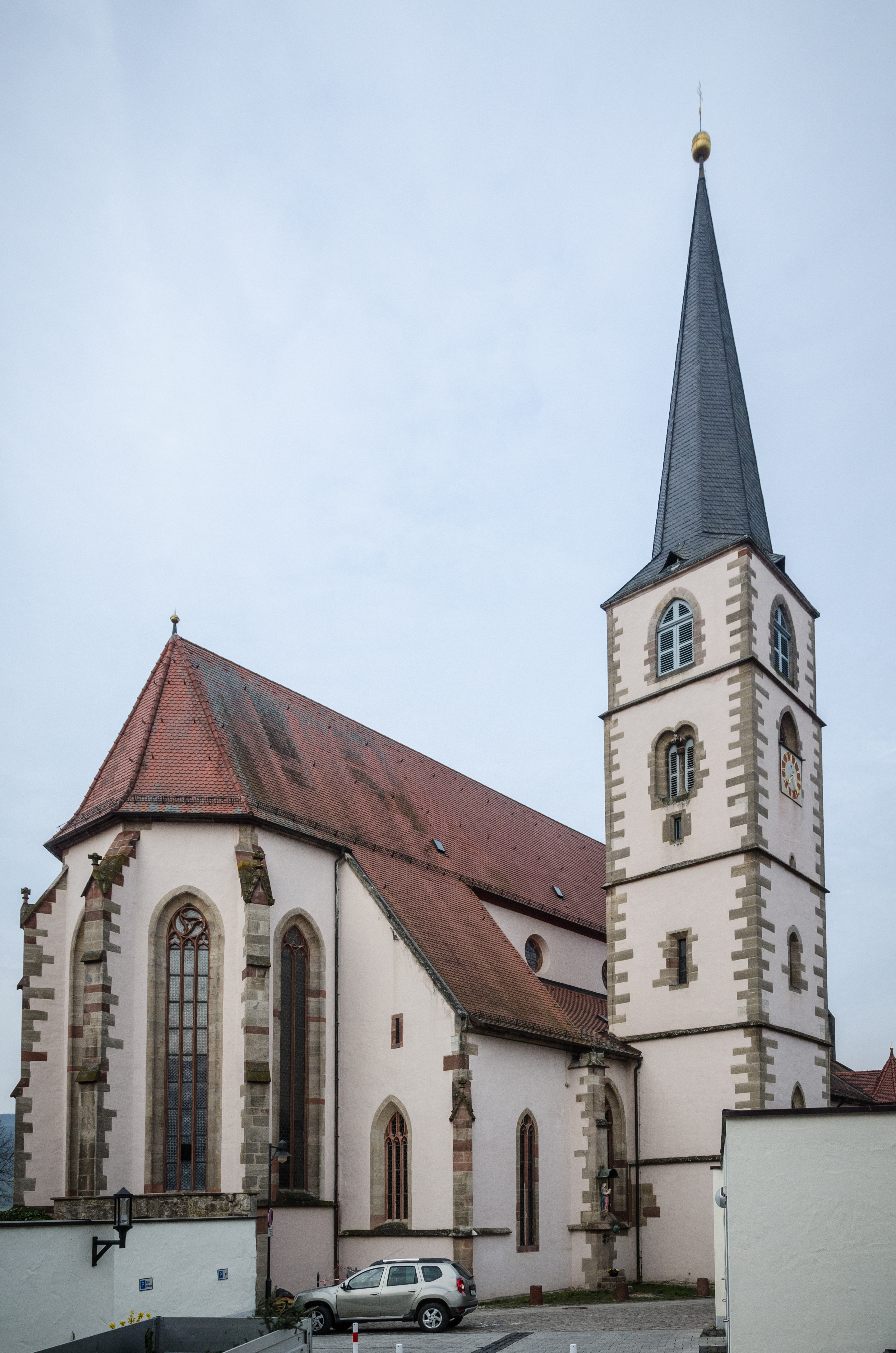
St. Johannes der Täufer
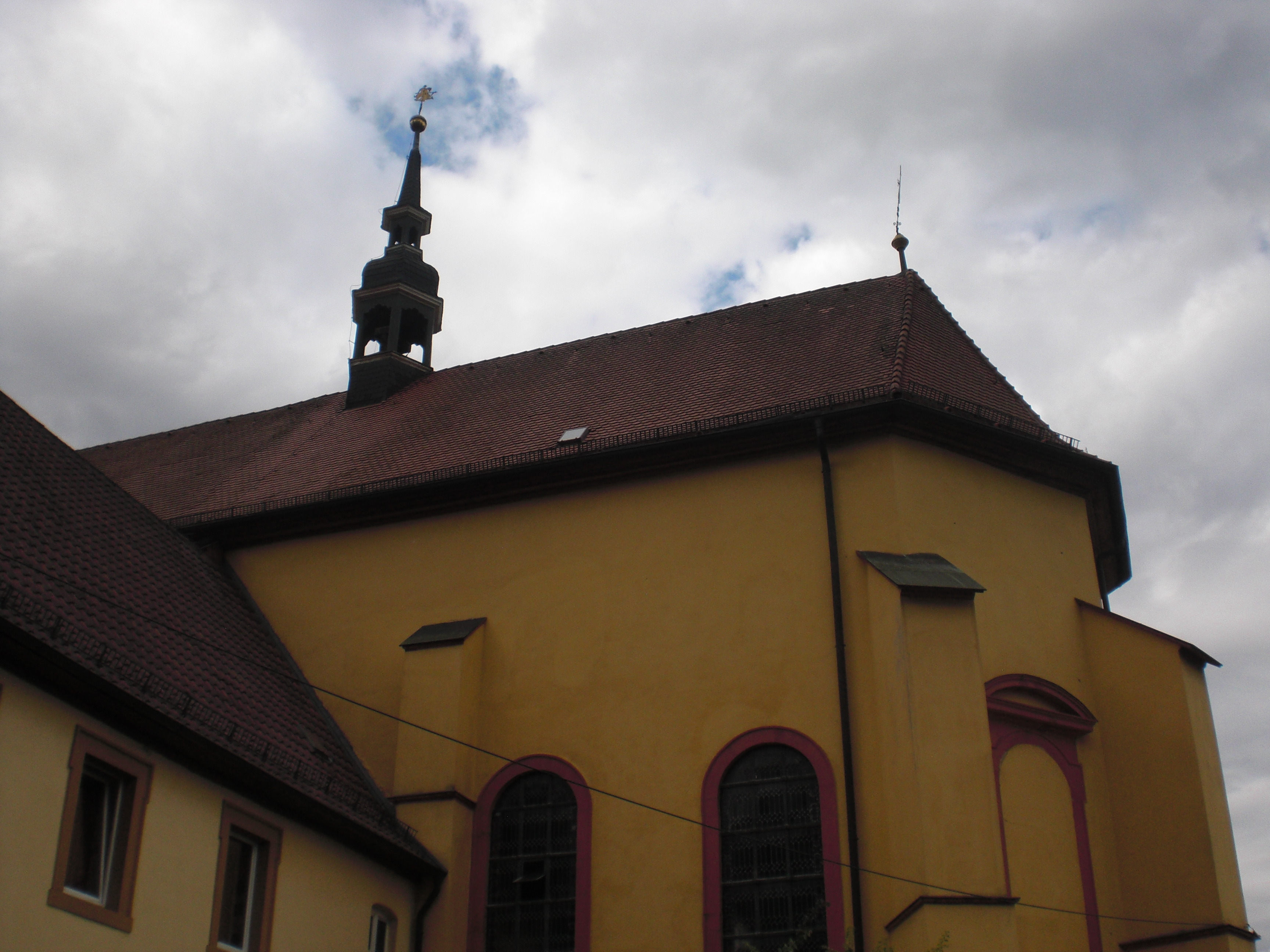
Unbefleckte Empfängnis
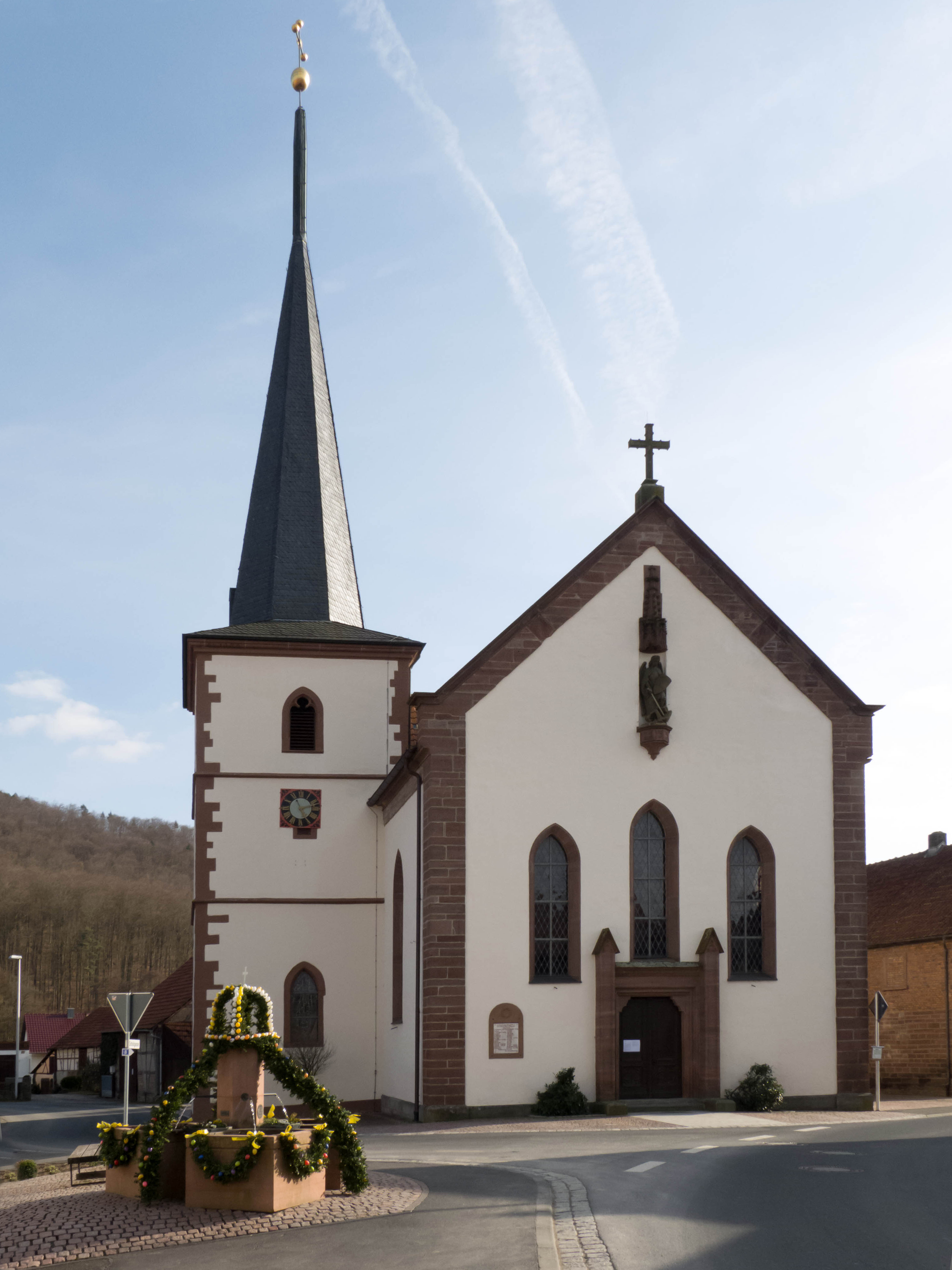
St. Antonius der Eremit
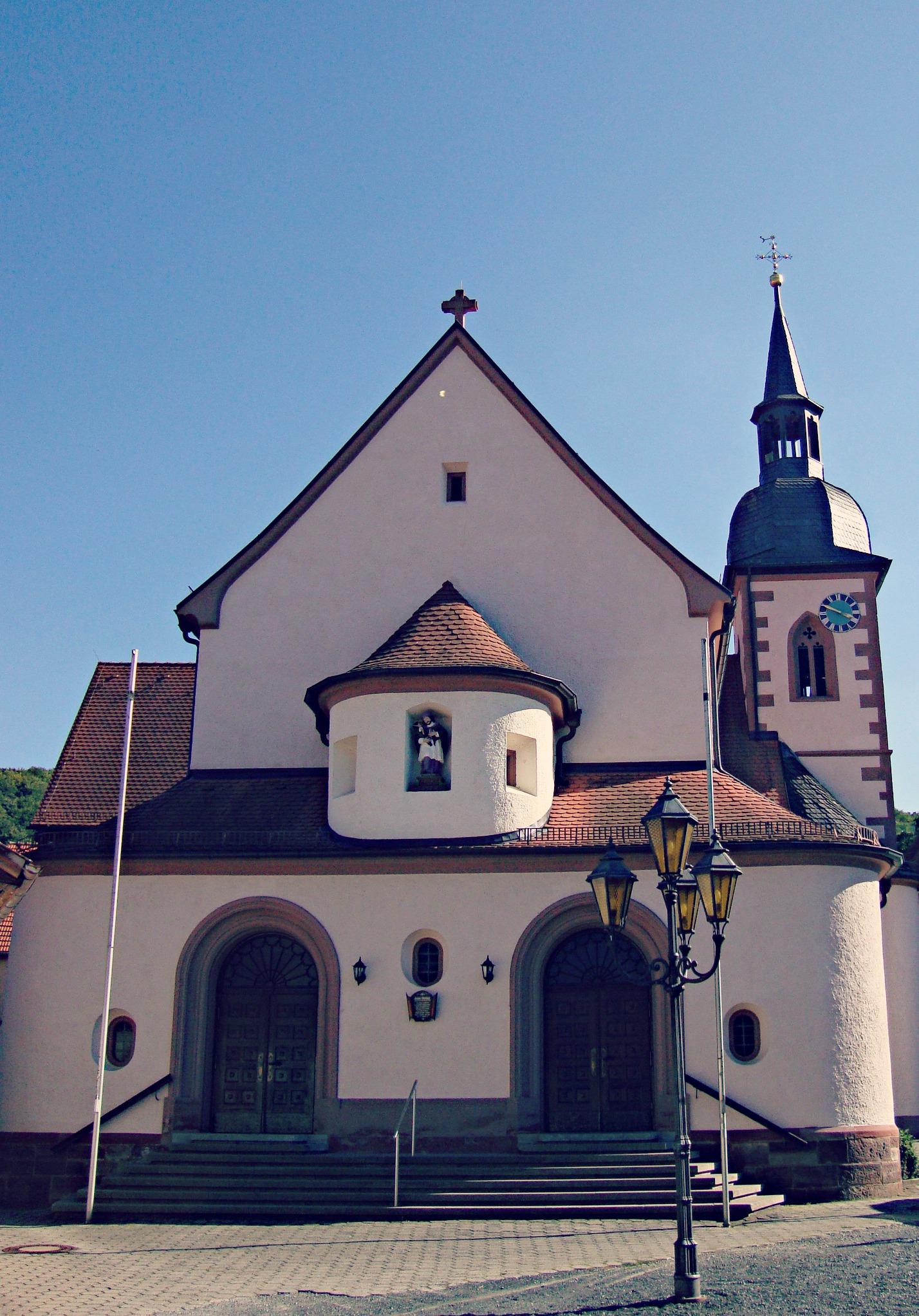
St. Martin

#### Pfarreiengemeinschaft Am Sturmiusberg (Diebach)
- Pfarrei St. Georg Diebach
- Pfarrei St. Maritius Schwärzelbach
- Pfarrei St. Andreas und St. Jakobus der Ältere Wartmannsroth mit St. Sebastian Völkersleier
- Pfarrei St. Ägidius Windheim mit St. Cyriakus Morlesau, St. Odilia Ochsenthal

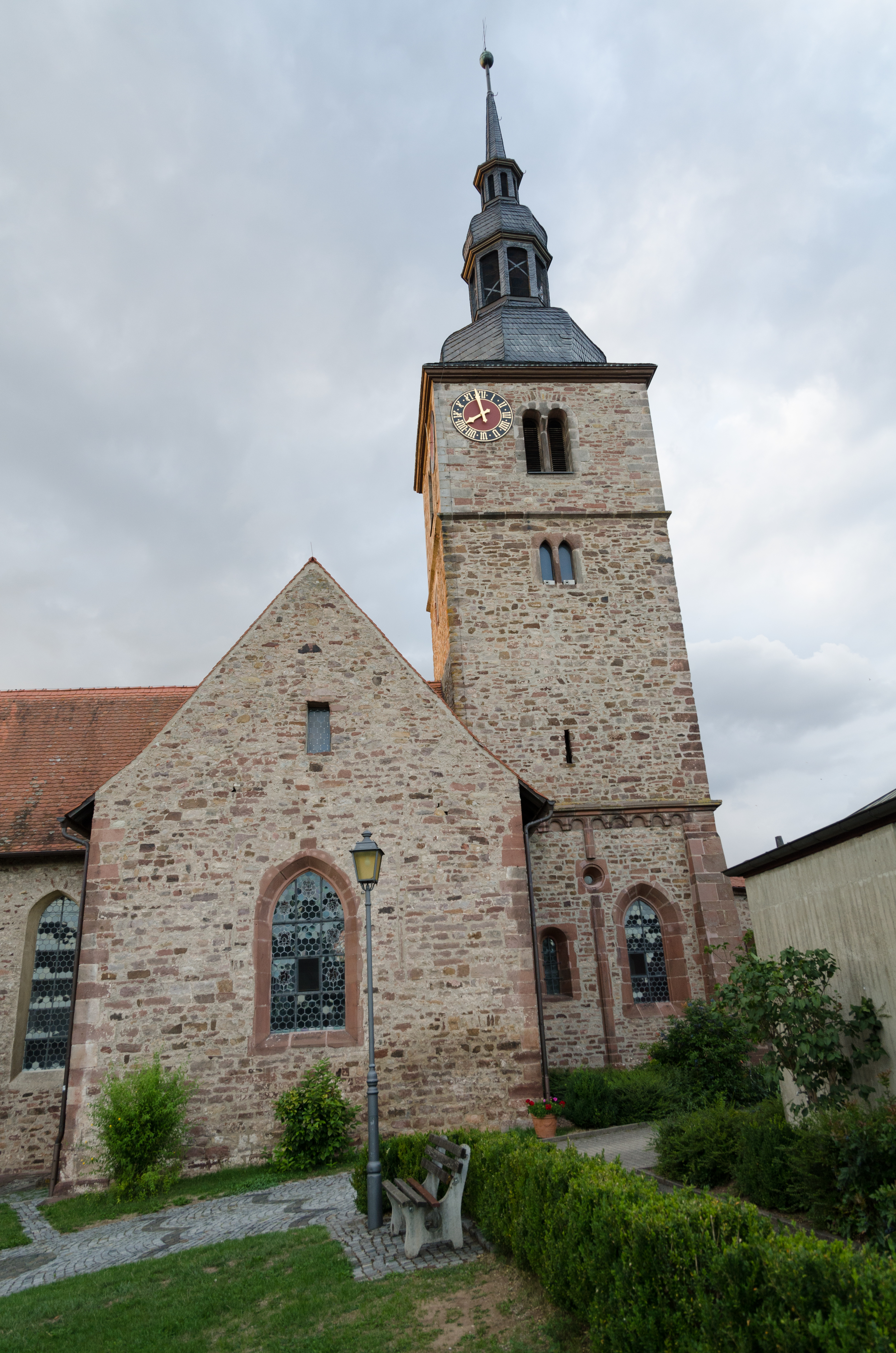
St. Georg
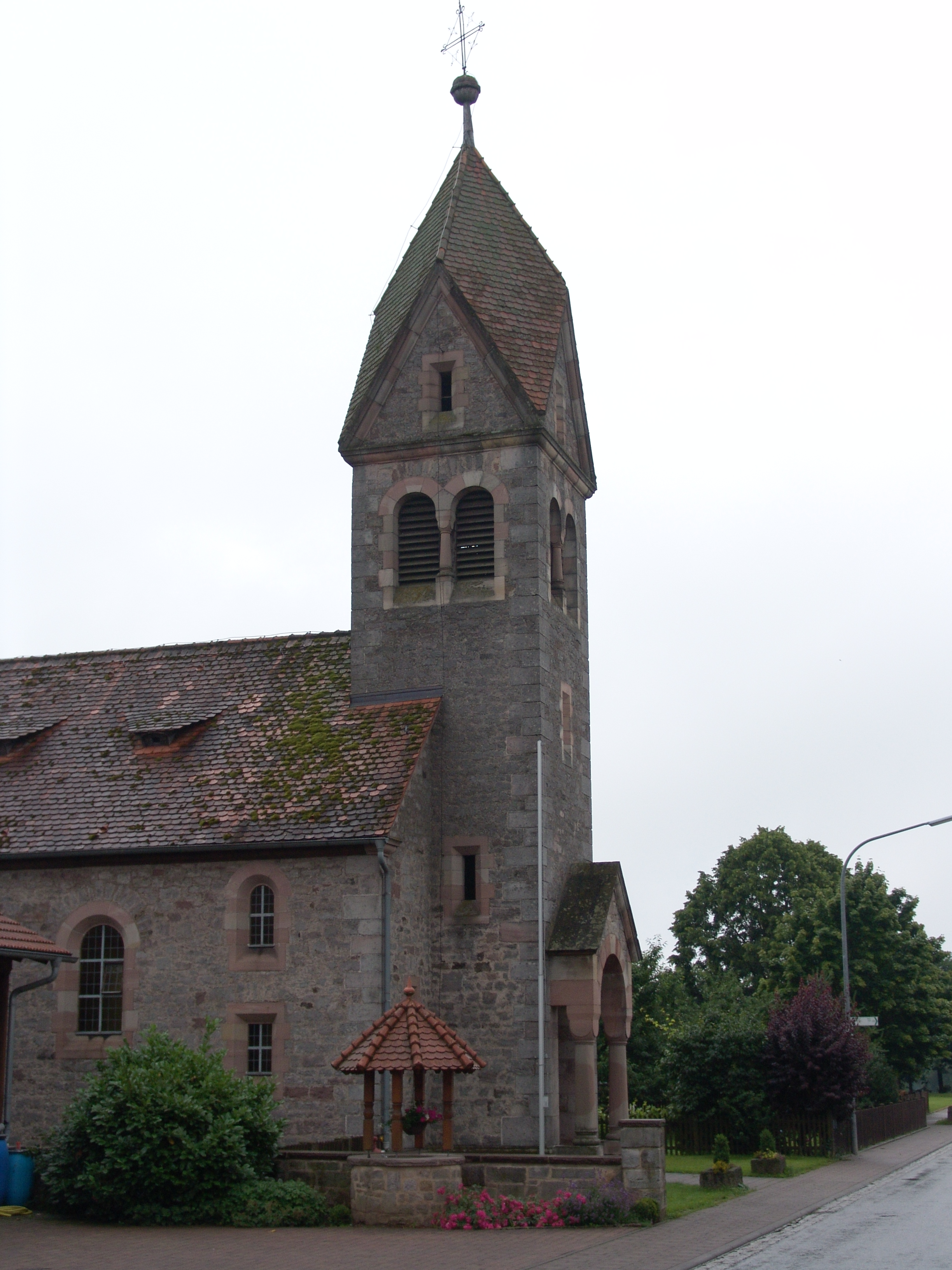
St. Sebastian

#### Pfarreiengemeinschaft Saalekreuz (Fuchsstadt)
- Pfarrei Mariä Himmelfahrt Elfershausen mit St. Valentin Engenthal, St. Elisabeth Trimberg
- Pfarrei St. Wendelin Feuerthal
- Pfarrei Mariä Himmelfahrt in Fuchsstadt
- Pfarrei St. Vitus Langendorf mit St. Peter und Paul Westheim

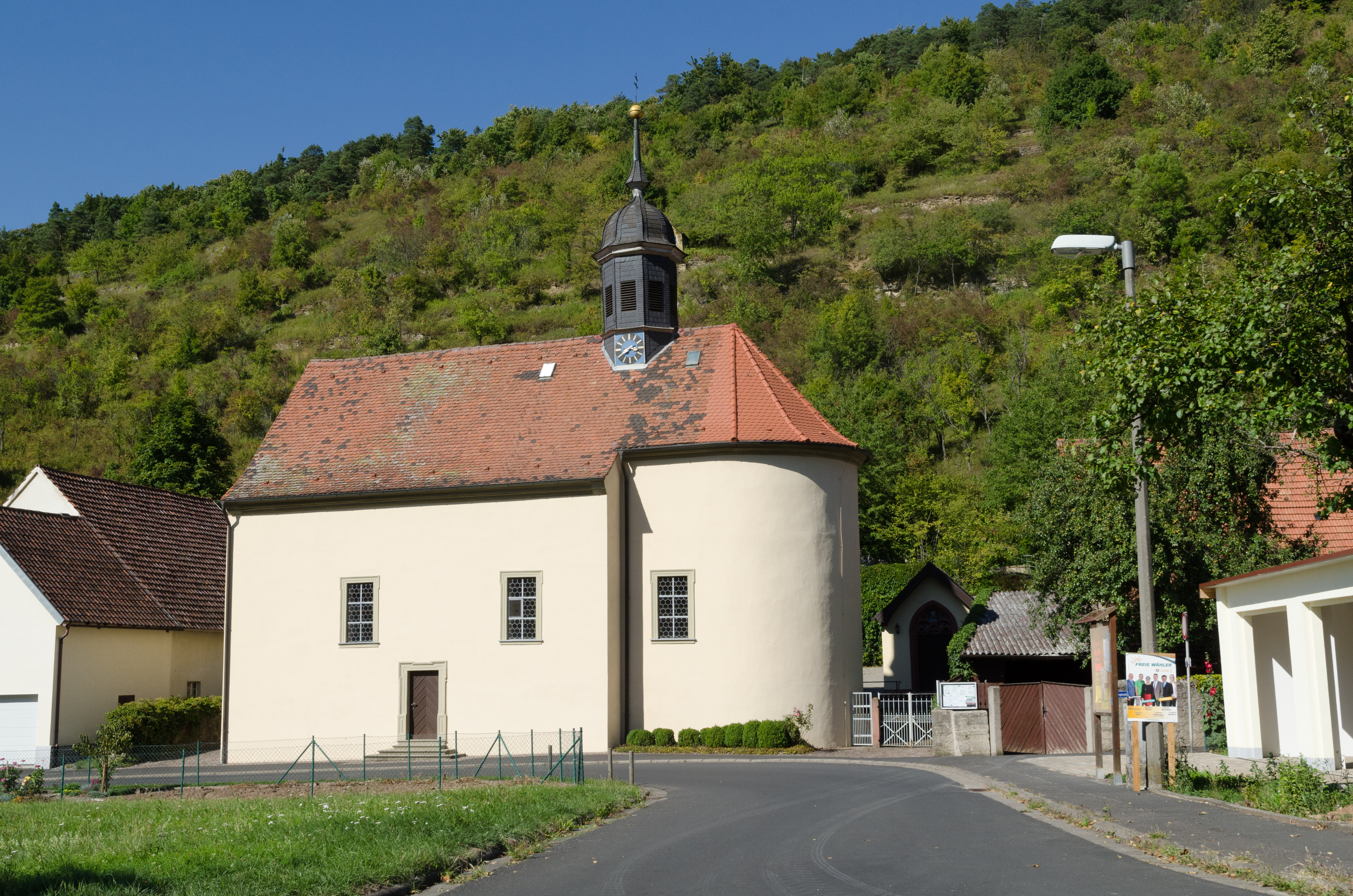
St, Valentin
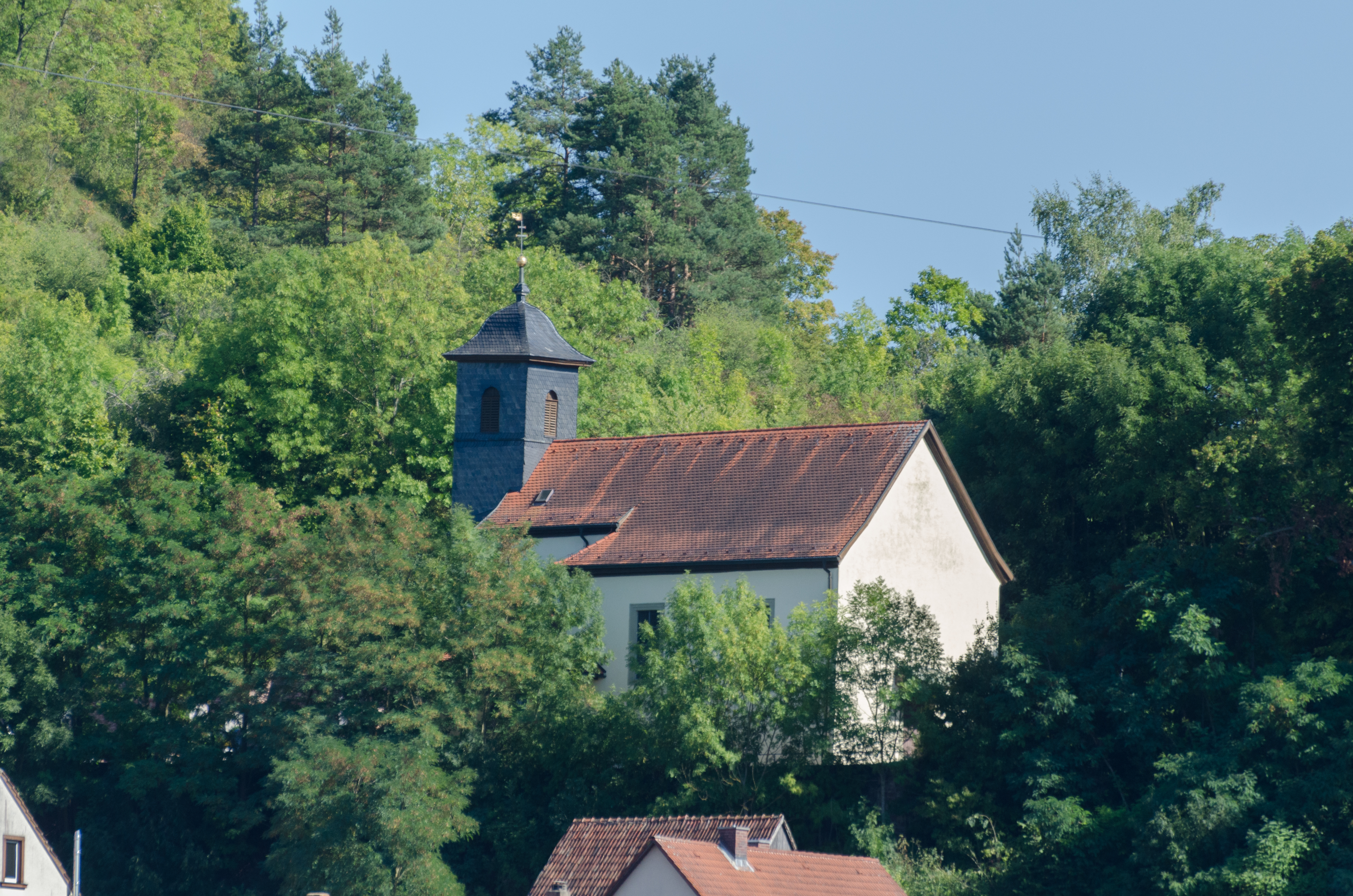
St. Elisabeth